# Цурков Ярослав Геннадійович
Яросла́в Генна́дійович Цурко́в (1998 - 2022) — старший солдат Збройних Сил України, учасник російсько-української війни, який загинув у ході російського вторгнення в Україну. Повний кавалер ордена «За мужність».

## Життєпис
Народився в с. Українське Орільського старостинського округу Лозівської громади.
З вісімнадцяти років служив на захисті українського народу, віддавши все своє доросле життя захисту батьківщини зустрів свій останній день народження у складі підрозділу 24 лютого 2022 року. 
За шість років служби знищив багато ворогів на полі бою. 
Планував і проводив зухвалі операції по знищенню ворога .
Був одним з кращих снайперів збройних сил України.
На період російського вторгнення в Україну проходив військову службу за контрактом в Збройних Силах України (підрозділ — не уточнено), старший солдат.
29 червня 2022 року під час артилерійського обстрілу в районі населеного пункту Рубіжне в ході виконання бойового завдання захисник отримав поранення несумісне з життям.
Без сина лишились батьки — Геннадій Васильович та Наталія Василівна.
Без чоловіка залишилась молода дружина Цуркова Аліна.

## Нагороди
- орден За мужність I ступеня (24.08.2022, посмертно) — за особисту мужність і самовіддані дії, виявлені у захисті державного суверенітету та територіальної цілісності України, вірність військовій присязі.
- орден За мужність II ступеня (13.04.2022) — за особисту мужність і самовіддані дії, виявлені у захисті державного суверенітету та територіальної цілісності України, вірність військовій присязі.
- орден За мужність III ступеня (21.08.2020) — за вагомий особистий внесок у зміцнення обороноздатності Української держави, мужність, виявлену під час бойових дій, зразкове виконання службових обов'язків та високий професіоналізм.